# احمدرضا پوردستان
احمدرضا پوردستان (زاده آذر ۱۳۴۰ اهواز) سرتیپ تکاور ارتش جمهوری اسلامی ایران است که هم‌اکنون به‌عنوان رئیس مرکز مطالعات و تحقیقات راهبردی ارتش جمهوری اسلامی ایران فعالیت می‌کند. وی برای مدت بیش از ۸ سال در فاصله سال‌های ۱۳۸۷ تا ۱۳۹۵ فرماندهی نیروی زمینی ارتش را برعهده داشت و از ۱۳۹۵ تا ۱۳۹۶ جانشین فرمانده کل ارتش بود.
پوردستان فعالیت نظامی را از سال ۱۳۵۹ و ابتدای جنگ ایران و عراق، به‌عنوان نیروی داوطلب در بسیج آغاز کرد. او در سال ۱۳۶۲ پس از فارغ‌التحصیلی از دانشگاه افسری امام علی، فعالیت رسمی در ارتش جمهوری اسلامی ایران را از لشکر ۹۲ زرهی اهواز آغاز نمود. وی از ۱۳۷۸ تا ۱۳۷۹ فرمانده تیپ ۲۵ تکاور بود، از ۱۳۸۰ تا ۱۳۸۲ فرماندهی لشکر ۸۴ لرستان و از ۱۳۸۲ تا ۱۳۸۴ نیز فرماندهی لشکر ۷۷ خراسان را برعهده داشت. پوردستان برای مدت کمتر از یک سال از ۱۳۸۴ تا ۱۳۸۵ فرمانده دانشگاه افسری امام علی بود و از ۱۳۸۶ تا ۱۳۸۷ نیز به‌عنوان جانشین فرمانده نیروی زمینی ارتش فعالیت می‌کرد.

## زندگی‌نامه

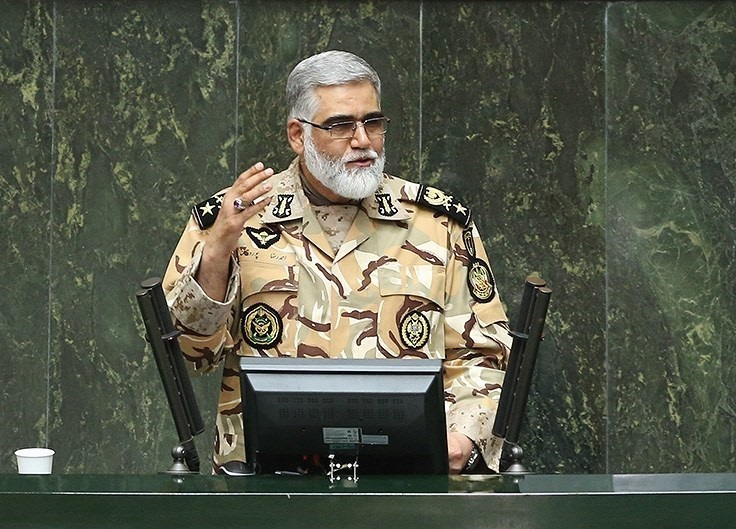
احمدرضا پوردستان در مجلس نهم

احمدرضا پوردستان در ۲۶ اردیبهشت ۱۳۳۵ در شهر مسجدسلیمان و در منابعی دیگر آذرماه ۱۳۴۰ در اهواز، استان خوزستان زاده شد و دوران ابتدایی تا دریافت مدرک دیپلم متوسطه را در شهر اهواز سپری نمود. او با آغاز جنگ ایران و عراق به‌عنوان داوطلب به نیروی مقاومت بسیج پیوست و در سال ۱۳۵۹ پس از قبولی در آزمون کنکور سراسری، وارد دانشگاه افسری امام علی شد. وی در سال ۱۳۶۲ پس از فارغ‌التحصیلی از دانشگاه افسری، فعالیت رسمی در نیروی زمینی ارتش را آغاز کرد. پوردستان دوره عالی را در سال ۱۳۷۱ در مرکز پیاده شیراز گذراند و دوره دافوس را نیز در سال ۱۳۷۵ در دانشگاه فرماندهی و ستاد آجا سپری نمود.
وی در فاصله سال‌های ۱۳۷۸ و ۱۳۷۹ با درجه سرهنگ تمام، فرماندهی تیپ ۲۵ تکاور شمال‌غرب نزاجا را برعهده داشت و از سال ۱۳۸۰ با درجه سرتیپ دومی، فرمانده لشکر ۸۴ لرستان شد و تا سال ۱۳۸۲ نیز در این جایگاه فعالیت نمود. او از سال ۱۳۸۲ تا ۱۳۸۴ فرمانده لشکر ۷۷ خراسان بود، از ۱۳۸۴ تا ۱۳۸۵ برای مدت کمتر از یک سال، به‌عنوان فرمانده دانشگاه افسری امام علی فعالیت می‌کرد و از ۱۳۸۵ تا ۱۳۸۶ نیز فرمانده ارتش در استان‌های لرستان، کهگیلویه و بویراحمد، خراسان و فارس بود.
پوردستان برای مدت یک سال از ۱۳۸۶ تا ۱۳۸۷ جانشینی فرمانده نیروی زمینی ارتش را برعهده داشت و از سال ۱۳۸۷ تا ۱۳۹۵ فرمانده نیروی زمینی ارتش بود. او از سال ۱۳۹۵ جانشینی فرمانده کل ارتش را برعهده داشت، که در آبان‌ماه ۱۳۹۶ سرتیپ محمدحسین دادرس جایگزین وی شد. پوردستان از سال ۱۳۹۶ تاکنون به‌عنوان رئیس مرکز مطالعات و تحقیقات راهبردی ارتش فعالیت می‌کند.

## سوابق
- رئیس مرکز مطالعات و تحقیقات راهبردی ارتش
- جانشین فرمانده کل ارتش
- فرمانده نیروی زمینی ارتش
- جانشین فرمانده نیروی زمینی ارتش
- فرمانده ارتش در استان‌های لرستان، کهگیلویه و بویراحمد، خراسان و فارس
- فرمانده دانشگاه افسری امام علی
- فرمانده لشکر ۷۷ خراسان
- فرمانده لشکر ۸۴ لرستان
- فرمانده تیپ ۲۵ تکاور[۱۶]

## فرمانده نیروی زمینی ارتش
پوردستان در زمان فرماندهی نیروی زمینی ارتش، طی سخنانی به مناسبت سوم خرداد؛ سالروز آزادسازی خرمشهر، در صحن علنی مجلس نهم دربارهٔ مبارزه ارتش با داعش، چنین اظهار داشت:
نیروهای تروریستی در نزدیکی مرزهای ما هستند. در سال گذشته همین موقع، ستاد کل نیروهای مسلح به ما ابلاغ کرد که تروریست‌ها در جلولا و سعدیه هستند و گام بعدی آنها خانقین خواهد بود و می‌خواستند به کشور ما بیایند. این گروهک‌های داعش در استان‌های مرزی ما فضاسازی کرده بودند و زاغه مهمات و نیرو پیش‌بینی و آماده کرده بودند، تا در زمان ورودشان با ترور، شروع به انفجار و آشوب کنند، که توسط سربازان گمنام کشورمان خنثی شد. اما ما در کمتر از سه روز ۵ تیپ رزمی را برای مقابله با آنها سازمان‌دهی کردیم و نیروهای پیاده و بالگرد شناسایی ما، تا ۴۰ کیلومتر به داخل خاک عراق رفتند و توپخانه‌هایمان را ثبت تیر کردیم.

## جایزه‌ها و نشان‌های افتخار
این بخش شامل نشان‌ها و جایزه‌های رسمی احمدرضا پوردستان است، که بر روی لباس همسان او نصب می‌شود، ولی جایزه‌های غیرنظامی و غیررسمی را در برنخواهد گرفت.

### آرم‌ها
| آرم‌های سینه    |                         |
| آجا            | دانشگاه فرماندهی و ستاد |
| هیئت معارف جنگ | چتربازی درجه سه         |
| سیزم           | تانک ذوالفقار           |

| آرم‌های بازو |      |
| سماجا       | رنجر |

### نوار نشان‌ها
|  |  |  |
|  |  |  |
|  |  |  |

### نام نشان‌ها
| نشان ایثار             | نشان جانبازی |           |
| دوره سوم دانشگاه افسری | دوره دافوس   | نشان ورزش |
| دوره دوم دانشگاه افسری | دوره مقدماتی | دوره عالی |